# 舌咽神經
舌咽神经（Glossopharyngeal nerve）为大脑第9对神经，属于混合神经。编号IX。主要控制茎突咽肌、腮腺体、部分味蕾和收集来自耳部后部的感觉等。

## 外部連結
解剖學(Anatomy)-腦神經(cranial nerve)-CN IX(舌咽神經) （页面存档备份，存于）

## 附圖

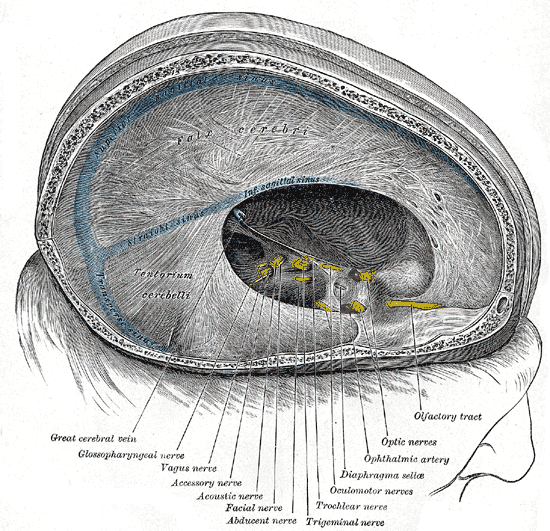
硬腦膜
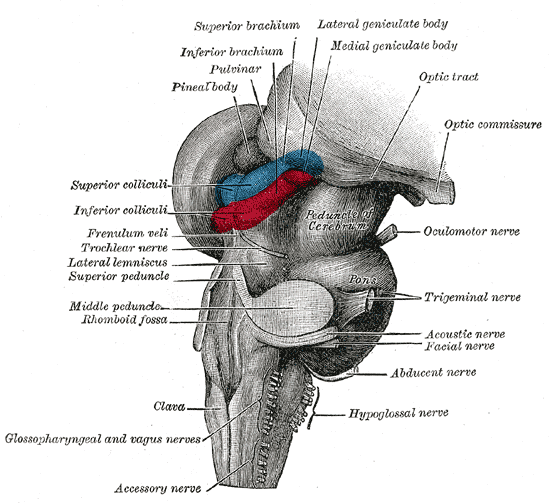
中腦和後腦
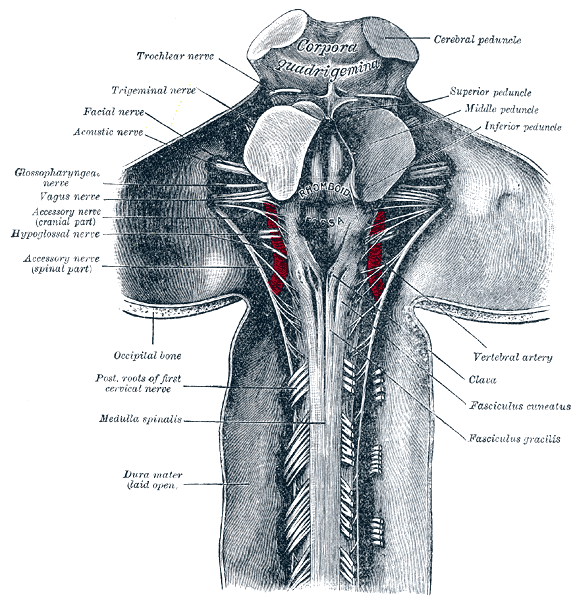
中腦、後腦以及髓質
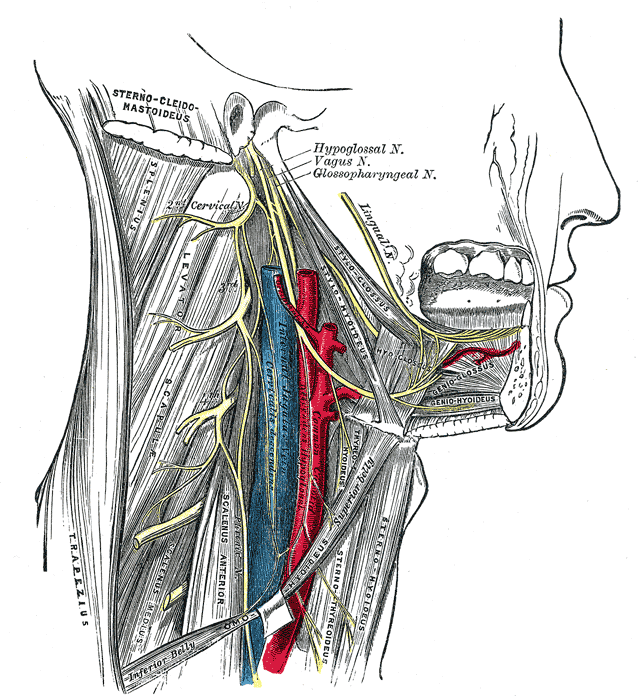
舌下神經，頸叢及其分支機構